# Erik Pausin
Erik Pausin, född 18 april 1920 i Wien, död maj 1997, var en österrikisk konståkare.
Pausin blev olympisk silvermedaljör i konståkning vid vinterspelen 1936 i Garmisch-Partenkirchen.